# Gymnocarpos decander
Gymnocarpos decander es una especie  de planta fanerógama   perteneciente a la familia de las cariofiláceas.

## Descripción
Son arbustos erectos, sufrútices, muy ramificados, bajos de 30-50 cm de altura. Tallo y ramas ásperas, gris ceniza, enredadas, anudados en los nodos. Las hojas de 8-16 mm de largo, y 2 mm de ancho, obtusas, enteras, mucronadas, glabros; estípulas pequeñas, membranosas, ovado-triangulares, con márgenes ciliados. Inflorescencia corto-pedunculadas  de 5 -15 flores; pedúnculo de 5 mm de largo, densamente vellosos.  Flores sésiles, meras, 5-7 mm de largo y c. 4-5 mm de diámetro, de color verde amarillento, receptáculo con forma de jarrón, de 2.5-3 mm de largo; brácteas de 1.5-2 mm de largo.  Fruta un utrículo indehiscente membranoso encerrado por sépalos persistentes. Semilla poco oblonga, de color marrón oscuro.

## Distribución
Se distribuye por Pakistán Occidental (Baluchistán); Afganistán; Irán; Arabia; Siria; Palestina; Egipto; Libia; Túnez; Argelia; Marruecos y Canarias.

## Usos
Las ramas jóvenes son comidas por los camellos y cabras.

## Taxonomía
Gymnocarpos decander fue descrita por Peter Forsskål.